# Tropolys

Logo 2004

Tropolys war bis 2006 eine eigenständige Telefongesellschaft, die in mehreren Regionen Deutschlands Festnetzanschlüsse anbot. Sie bestand als Verbund von 14 örtlichen Telefongesellschaften (sogenannter City-Carrier) und war einer der Konkurrenten der Deutschen Telekom bei der Bereitstellung von Vollanschlüssen. Im Jahr 2006 ist das Unternehmen in der Versatel Deutschland aufgegangen. Geschäftsführer der neuen Gruppe war der vorherige Tropolys-CEO, Peer Knauer.
Das Unternehmen wurde im Jahre 2000 als Zusammenschluss dreier westfälischer Telefongesellschaften, TeleBeL (Wuppertal), CNE (Essen) und citykom (Münster) gegründet.
Das Netz der früheren Tropolys erstreckt sich auf Teile von Nordrhein-Westfalen (vorwiegend Ruhrgebiet), Hessen, Sachsen-Anhalt, Sachsen und Thüringen sowie die Stadtgebiete nebst Umgebung von Potsdam, Mainz und Saarbrücken.
Die Anteile des Unternehmens waren im Mai 2004 durch den Private-Equity-Investor Apax (63 %), den 14 kommunalen Gesellschaften (32 %) und dem Tropolys-Management (5 %) von der finnischen Telekommunikationsgesellschaft Elisa erworben worden. 2003 erzielte Tropolys einen Umsatz von 134 Mio. Euro. Im dritten Quartal 2004 betrug der Umsatz 33,4 Mio. Euro und das operative Ergebnis vor Zinsen, Steuern und Abschreibungen (EBITDA) 3,8 Mio. Euro.
Apax verkaufte im Juni 2006 ihre Beteiligung an Tropolys für 108 Mio. Euro an die eigene Beteiligung Versatel. 